# Йосиф (Левицький)
Йóсиф Леви́цький гербу Рогаля (пол. Józef Lewicki herbu Rogala) (? — 15 червня 1730, Почаїв) — український релігійний діяч, єпископ Руської Унійної церкви (нині — Українська греко-католицька церква); василіянин, архимандрит Жидичинського монастиря, з 1711 року — єпископ Холмський і Белзький.

## Життєпис
Син дрібного шляхтича Василя Левицького, представника шляхетського роду Левицьких гербу Рогаля.
Був архимандритом Жидичинського монастиря. У 1700—1710 роках був ігуменом (лат. superior) василіянського монастиря в Холмі. 22 травня 1710 р. його номіновано на Холмський престіл. Антоній Петрушевич повідомляє, що Йосифа Левицького було висвячено Київським унійним митрополитом Юрієм Винницьким на єпископа Холмського і Белзького 4 липня 1711 р. у Перемишлі (в польських джерелах 5 липня). Також, він був адміністратором (тимчасово управляв) Луцької (1711—1715 або до 1713 рр.) та Володимирської (1730 р.) єпархій. В 1720 році був учасником Замойського синоду.
Помер владика Йосиф у греко-католицькій обителі Почаєва 15 червня 1730 р.